# 太原公交917路
太原公交917路运营于中国山西省太原市万柏林区、古交市，于2021年1月1日开通，为县域线路，隶属太原公共交通控股（集团）有限公司第一客运分公司。

## 线路
- 上行线路：下元、古钢南门、古交市建设路口、古交市青年路口、古交汽车站
- 下行线路：古交汽车站、西客站、下元
- 线路长度：39.8千米（高速路程26.4千米）
- 平均发车间隔：普通20分钟，高峰10分钟
- 往返时间：51分钟。
- 营运时间：夏季 06:30-19:30，冬季 06:30-18:30
- 票价:4元[2]

## 现役车型
天津金马牌TJK6110CBDEV型纯电动公路客车、聊城中通牌LCK6116EVGA型纯电动公路客车

## 参看
- 太原公交
- 太原公交线路列表
- 太原公交控股集团官方网站（页面存档备份，存于）